# Вальє-де-Матаморос (Бадахос)
Вальє-де-Матаморос (ісп. Valle de Matamoros) — муніципалітет в Іспанії, у складі автономної спільноти Естремадура, у провінції Бадахос. Населення — 440 осіб (2010).
Муніципалітет розташований на відстані близько 350 км на південний захід від Мадрида, 60 км на південь від Бадахоса.

## Демографія
Динаміка населення (INE ):